# Lake Moumahaki
Der Lake Moumahaki ist ein See im South Taranaki District der Region Taranaki auf der Nordinsel von Neuseeland.

## Geographie
Der Lake Moumahaki befindet sich rund 7,5 km nordnordöstlich der kleinen Ortschaft Waverley und rund 17 km nordöstlich von Pātea, das an der Küste zur Tasmansee liegt. Wanganui, als nächstgrößere Stadt, ist rund 39 km in südöstlicher Richtung zu finden. Der See, der auf einer Höhe von 89 m anzutreffen ist, liegt zwischen der Braemore Road im Westen und der Omahina Road im Osten und erstreckt sich über eine Länge von rund 1,4 km von Nordosten nach Südwesten mit einem fast rechtwinkligen Knick nach Südsüdost. An seiner breitesten Stelle misst der Lake Moumahaki rund 270 m und kommt mit seiner Fläche von 28,8 Hektar auf eine Uferlinie von rund 3,8 km.
Gespeist wird der See durch einige wenige Gebirgsbäche, die von Norden bis Osten zulaufen. An seinem südlichen Ende hingegen wird der Lake Moumahaki vom Moumahaki Stream entwässert, der später in den Waitōtara River mündet und dieser sein Ende in der Tasmansee findet.